# NGC 5200
NGC 5200 é uma estrela dupla na direção da constelação de Virgo. O objeto foi descoberto pelo astrônomo Sydney Coolidge em 1859, usando um telescópio refrator com abertura de 15 polegadas. 